# ウロエリトリン
ウロエリトリン（ウロエリスリン。英語: uroerythrin）は尿に含まれる赤橙色の色素である。

## 概要
ウロエリトリン（ウロエリスリンとも表記される）は、尿に含まれる色素の一つで、赤橙色である。不安定で、光により分解されやすい。尿中尿酸の沈殿に吸収されて赤褐色（レンガ色）を呈することで知られている。
ウロエリトリンの代謝の詳細は十分に解明されていないが、ヘムの分解産物であるビリベルジンがさらに酸化的分解されたものと考えられている。

## 臨床的意義

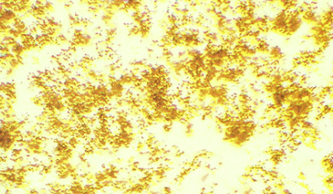
無晶性尿酸

ウロエリトリンは正常の尿成分である。生理的意義は知られておらず、高熱や組織崩壊を来す病態で増加するとされるが、特に検査の対象とはされない。
酸性尿を低温で保管すると、無晶性の尿酸による赤褐色（レンガ色）の沈殿が生じることがある。尿酸は本来は無色であり、この色は、沈殿に吸収されたウロエリトリンによるものである。赤褐色の尿酸の沈殿がおむつや下着に付着して血尿と誤認されることがあるが、無害なものである。

## 生物学的意義
南米に生息する鳥であるシギダチョウの卵殻の色素の一つがウロエリトリンであると報告されている。